# Zełenyj Bir
Zełenyj Bir (ukr. Зелений Бір) – osiedle na Ukrainie, w obwodzie kijowskim, w rejonie fastowskim, w hromadzie Hłewacha. W 2001 liczyło 794 mieszkańców, spośród których 729 wskazało jako ojczysty język ukraiński, 55 rosyjski, 6 białoruski, a 4 ormiański.